# Ground Master 200 Multi Mission

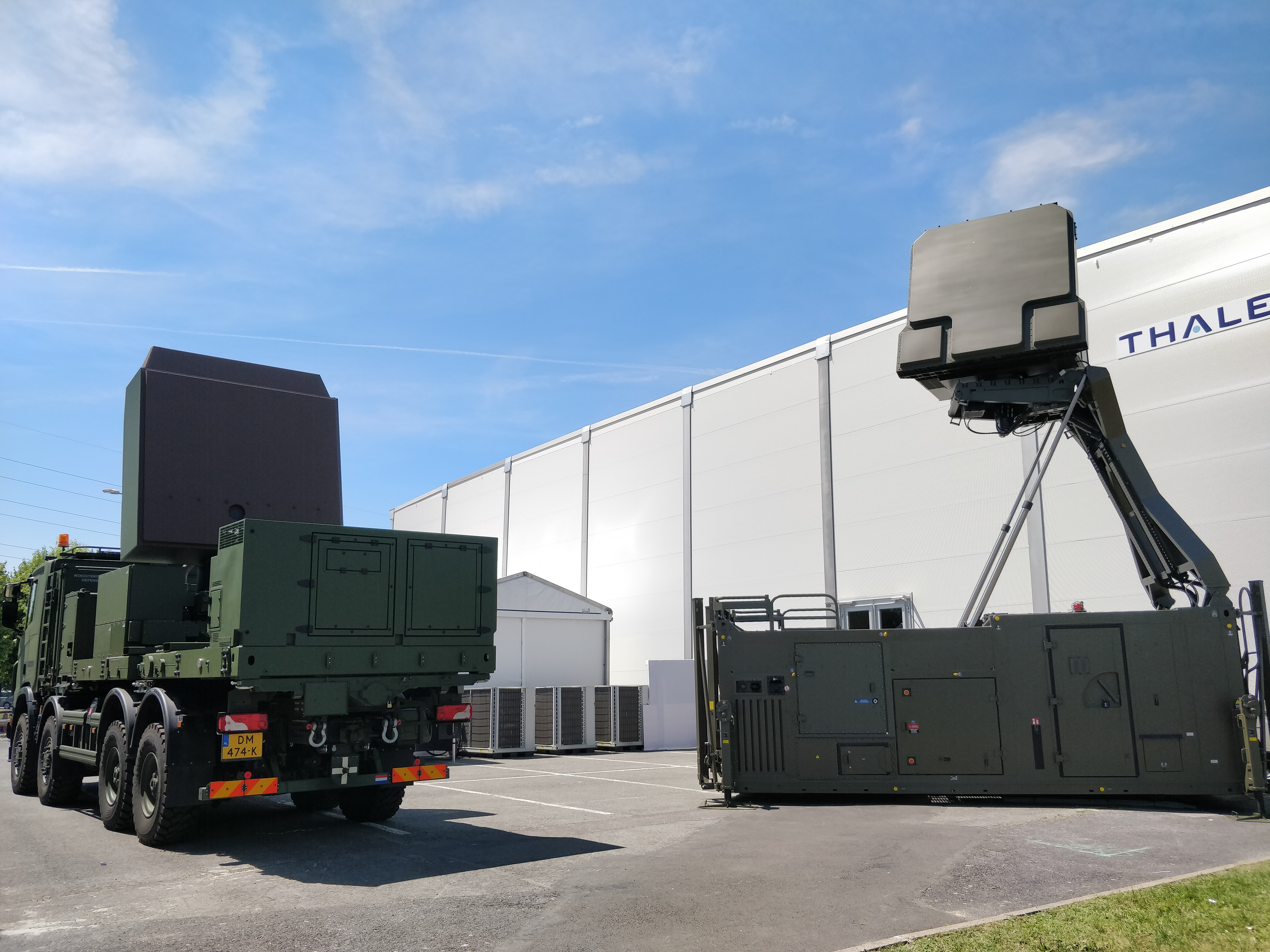
GM200 Multi Mission à Eurosatory (France)

La famille Ground Master 200 Multi-mission (GM200 MM) est la dernière génération de radars moyenne portée fabriquée par Thales. Elle est dotée de la technologie 4D AESA (Active Electronically Scanned Array), une technologie multi-faisceaux à deux axes offrant une plus grande flexibilité en élévation et en azimut.
Le GM200 MM existe en deux versions :
- Le GM200 MM/A (All-in-one) se compose d’un seul colis ISO 20 pieds de moins de 10 tonnes. Celui-ci intègre un groupe électrogène, un mat atteignant une hauteur de 8 mètres et une cabine pouvant accueillir deux opérateurs ainsi qu’un set de communication voix et données. Il se déploie en 15 minutes et s’opère localement ou à distance. Ce radar est adapté pour les opérations de surveillance aérienne, de défense aérienne au sol (GBAD) et de défense aérienne de moyenne portée (MRAD)[3].
- Le GM200 MM/C (Compact) est destiné aux opérations de contre-batterie, de localisation de systèmes d’armes et aux missions de défense aérienne de très courte portée (VSHORAD) jusqu'à la défense aérienne de moyenne portée (MRAD). Le radar se déploie en moins de 2 minutes[4].

Les deux versions sont transportables par route, rail ou avion.
Le Ground Master 200 MM est l’évolution AESA du Ground Master 200. Cette architecture améliore la détection de très petites cibles comme les UAVs (drones) et RAM. Le GM200 MM/A et le GM200 MM/C permettent de détecter et de poursuivre simultanément des menaces avec des faibles Surfaces Equivalentes Radar (SER), volant à basse altitude (missiles de croisière) ou à une vitesse très faible (drones de Classe 1, hélicoptères de combat surgissant inopinément…) ainsi que des menaces de type missile plongeant, arrivant en grand nombre ou volant à grande vitesse.
Les deux radars appartiennent à la famille des radars Ground Master (comme le GM400a et le GM200) qui a été sélectionnée par de nombreux pays.

## Principales caractéristiques

### Domaine de détection
- Portée instrumentée : jusqu’à 400 km
- Plafond : jusqu’à 30 km
- Couverture en élévation : jusqu’à 80°

### Fonctions clés
- Bande S
- Capacités de contre-mesures électroniques (ECCM)
- Technologie « Dual Axis Multi-beam »
- Formes d’ondes Doppler complètes
- Technologie GaN
- Protection Cyber

### Performances de détection
- Cibles type : Air Breathing Targets (ABTs)
- Hélicoptères (dont les hélicoptères dissimulés derrière le relief ou la végétation et pouvant surgir inopinément)
- Missiles de croisière
- Cibles à la surface de la mer
- Roquettes
- Artillerie et Mortier (RAM)
- Drones, de la Classe I (Mini) à la Classe IV (HALE)